# Columella
|  | Aquest article tracta sobre el gènere de gasteròpodes. Si cerqueu l'escriptor de l'antiga Roma, vegeu «Luci Juni Moderat Columel·la». |

Columella és un gènere de cargols terrestres pulmonats la família Truncatellinidae. El gènere fou establert per Carl Westerlund el 1878. Columella es classifica habitualment dins de Vertiginidae. Tanmateix, com han postulat recentment Nekola & Coles (2016). El gènere no està tan estretament relacionat amb els Vertiginidae, sinó que podria afiliar-se amb major similitud als Chondrinidae o inclús formar una família pròpia. Resta pendent una revisió sistemàtica.
Entre les espècies del gènere Columella hi ha:
- Columella acicularis Almuhambetova, 1979
- Columella aspera Waldén, 1966
- Columella columella (G. v. Martens, 1830)
- Columella edentula (Draparnaud, 1805)
- † Columella hartmutnordsiecki Schlickum & Geissert, 1980
- Columella hasta (Hanna, 1911)
- Columella intermedia Schileyko & Almuhambetova, 1984
- Columella microspora (RT Lowe, 1852)
- Columella nymphaepratensis Hlaváč & Pokryszko, 2009
- Columella polvonense (Pilsbry, 1894)
- Columella simplex (Gould, 1840)
- Columella talgarica Schileyko & Rymzhanov, 2010
- † Columella wyciski Schlickum & Strauch, 1972

Espècies que han esdevingut sinònims
- Columella inornata (Michaud, 1831): sinònim de Columella edentula (Draparnaud, 1805) (sinònim júnior)
- Columella ninagogonis Pilsbry, 1935: sinònim de Truncatellina ninagogonis (Pilsbry, 1935) (combinació original)
- Columella tridentata AB Leonard, 1946: sinònim de Gastrocopta ruidosensis (Cockerell, 1899)